# Medalistki mistrzostw Polski seniorów w biegu na 200 metrów
Medalistki mistrzostw Polski seniorów w biegu na 200 metrów – zdobywczynie medali seniorskich mistrzostw Polski w konkurencji biegu na 200 metrów.
Bieg na 200 m kobiet jest rozgrywany na mistrzostwach kraju od ich mistrzostw w 1923, które odbyły się w Warszawie. Pierwszą w historii mistrzynią Polski została zawodniczka warszawskiej Polonii Wanda Kwaśniewska, która uzyskała wynik 31,4 s.
W latach 1924–1926 w miejsce biegu na 200 metrów rozgrywano na mistrzostwach bieg na 250 metrów.
Najwięcej medali mistrzostw Polski (dwanaście) zdobyła Otylia Kałuża, a najwięcej złotych (dziesięć) Barbara Sobotta.
Aktualny rekord mistrzostw Polski seniorów w biegu na 200 metrów wynosi 22,43 i został ustanowiony przez Irenę Szewińską podczas mistrzostw w 1974 w Warszawie.

## Medalistki
| NR – rekord kraju \| PB – rekord życiowy \| SB – najlepszy wynik w sezonie \| NL – najlepszy wynik w polskich tabelach w sezonie |

| Mistrzostwa              | 1. miejsce                              | Rezultat | 2. miejsce                                | Rezultat | 3. miejsce                                | Rezultat |
| 1922                     | nie rozgrywano                          |          |                                           |          |                                           |          |
| Warszawa 1923            | Wanda Kwaśniewska Polonia Warszawa      | 31,4     | Marzena Szmid Polonia Warszawa            | 31,6     | Irena Gwizdała Pogoń Lwów                 | 31,9     |
| 1924-1926                | nie rozgrywano                          |          |                                           |          |                                           |          |
| Poznań 1927              | Wiera Czajkowska Legia Warszawa         | 28,9     | Jadwiga Rokosz Warszawianka               | 29,6     | Otylia Tabacka KKS Katowice               |          |
| Kraków 1928              | Otylia Tabacka KKS Katowice             | 28,0     | Jadwiga Rokosz Warszawianka               |          | Helena Woynarowska AZS Warszawa           |          |
| Warszawa 1929            | Elżbieta Czaja ŚKLA Katowice            | 28,2     | Anna Breuer Roździeń Szopienice           | 28,3     | Otylia Tabacka KKS Katowice               |          |
| Bydgoszcz 1930           | Otylia Tabacka KKS Katowice             | 27,8     | Franka Turecka Makabi Warszawa            | 28,4     | Jadwiga Janowska Sokół Pabianice          | 28,7     |
| Warszawa 1931            | Otylia Tabacka Stadion Królewska Huta   | 27,8     | Ludwika Gorloff AS Warszawa               | 29,0     | Helena Woynarowska AZS Warszawa           | 29,3     |
| Łódź 1932                | Otylia Kałuża Stadion Królewska Huta    | 27,4     | Helena Gottlieb Makabi Kraków             | 28,1     | Aniela Sikora Stadion Królewska Huta      | 28,2     |
| Królewska Huta 1933      | Otylia Kałuża Stadion Królewska Huta    | 26,9     | Helena Gottlieb Makabi Kraków             | 27,8     | Elżbieta Białas Pogoń Katowice            | 28,2     |
| Warszawa 1934            | Stanisława Walasiewicz Grażyna Warszawa | 27,3     | Otylia Kałuża Stadion Chorzów             | 27,6     | Camilla Mondral AZS Poznań                | 28,0     |
| Kraków 1935              | Stanisława Walasiewicz Grażyna Warszawa | 24,5     | Otylia Kałuża Stadion Chorzów             | 28,1     | Camilla Mondral Warszawianka              | 28,6     |
| Łódź 1936                | Zofia Staruszkiewicz Sokół Grudziądz    | 28,0     | Irena Daszuta Jagiellonia Białystok       | 28,9     | Hildegarda Kieronim Strzelec Katowice     | 29,0     |
| Bydgoszcz 1937           | Zofia Staruszkiewicz Sokół Grudziądz    | 27,6     | Irena Świderska AZS Poznań                | 28,0     | Jadwiga Gawrońska Sokół Grudziądz         | 28,2     |
| Grudziądz 1938           | Stanisława Walasiewicz Warszawianka     | 24,1     | Otylia Kałuża Stadion Chorzów             | 26,9     | Jadwiga Gawrońska Sokół Grudziądz         | 27,7     |
| Chorzów 1939             | Otylia Kałuża Stadion Chorzów           | 26,2     | Stanisława Konklewska Pomorzanin Toruń    | 26,3     | Jadwiga Gawrońska Sokół Grudziądz         | 27,2     |
| 1940-1944                | nie rozgrywano                          |          |                                           |          |                                           |          |
| Łódź 1945                | Aniela Mitan Legia Kraków               | 28,6     | Jadwiga Słomczewska DKS Łódź              | 28,9     | Janina Legutko Wisła Kraków               | 29,3     |
| Kraków 1946              | Stanisława Walasiewicz Legia Warszawa   | 25,6     | Mieczysława Moder ŁKS Łódź                | 26,9     | Jadwiga Słomczewska DKS Łódź              | 27,9     |
| Katowice 1947            | Mieczysława Moder AZS Łódź              | 27,0     | Jadwiga Słomczewska DKS Łódź              | 27,4     | Otylia Kałuża AKS Chorzów                 | 28,3     |
| Bydgoszcz 1948           | Jadwiga Słomczewska DKS Łódź            | 27,2     | Gertruda Gębolis OMTUR Katowice           | 27,3     | Maria Brocek Gedania Gdańsk               | 27,9     |
| Łódź 1949                | Genowefa Cieślik Lechia Poznań          | 26,5     | Jadwiga Słomczewska ŁKS Łódź              | 27,0     | Felicja Orsztynowicz Kolejarz Toruń       | 27,8     |
| Kraków 1950              | Genowefa Cieślik Budowlani Szczecin     | 26,3     | Jadwiga Słomczewska Włókniarz Łódź        | 26,9     | Rita Milewska LZS Żurawica                | 27,1     |
| Warszawa 1951            | Felicja Orsztynowicz Gwardia Bydgoszcz  | 26,5     | Mieczysława Moder Budowlani Gdańsk        | 26,6     | Genowefa Minicka Budowlani Szczecin       | 26,7     |
| Wrocław 1952             | Eulalia Szwajkowska Gwardia Bydgoszcz   | 25,7     | Genowefa Minicka Budowlani Poznań         | 25,8     | Elżbieta Bocian Budowlani Gdańsk          | 26,0     |
| Warszawa 1953            | Barbara Lerczak AZS Poznań              | 26,3     | Genowefa Minicka Budowlani Poznań         | 26,4     | Celina Jesionowska OWKS Lublin            | 26,5     |
| Warszawa 1954            | Barbara Lerczak AZS Poznań              | 25,1     | Elżbieta Bocian Budowlani Gdańsk          | 25,5     | Genowefa Minicka Budowlani Opole          | 25,9     |
| Łódź 1955                | Barbara Lerczak AZS Kraków              | 24,9     | Genowefa Minicka Budowlani Opole          | 25,0     | Teresa Kownacka Budowlani Warszawa        | 26,1     |
| Zabrze 1956              | Eulalia Caban OWKS Bydgoszcz            | 25,3     | Lidia Zajdel Stal Mielec                  | 25,8     | Teresa Siedlaczek Unia Chorzów            | 25,9     |
| Poznań 1957              | Barbara Janiszewska AZS Kraków          | 25,1     | Celina Jesionowska Legia Warszawa         | 25,5     | Annaliza Thomas KS 92 Krapkowice          | 26,2     |
| Bydgoszcz 1958           | Barbara Janiszewska AZS Kraków          | 23,9     | Celina Jesionowska Legia Warszawa         | 24,4     | Elżbieta Ćmok Baildon Katowice            | 25,2     |
| Gdańsk 1959              | Barbara Janiszewska AZS Kraków          | 24,3     | Celina Jesionowska Legia Warszawa         | 24,7     | Mirosława Sałacińska Społem Łódź          | 25,2     |
| Olsztyn 1960             | Barbara Janiszewska AZS Kraków          | 23,6 =NR | Celina Jesionowska Legia Warszawa         | 23,8     | Halina Richter Górnik Zabrze              | 23,8     |
| Nowa Huta 1961           | Barbara Janiszewska AZS Kraków          | 24,1     | Celina Gerwin Legia Warszawa              | 24,1     | Elżbieta Szyroka Baildon Katowice         | 24,5     |
| Warszawa 1962            | Barbara Sobotta AZS Kraków              | 24,0     | Elżbieta Szyroka Baildon Katowice         | 24,3     | Celina Gerwin Legia Warszawa              | 24,8     |
| Bydgoszcz 1963           | Barbara Sobotta AZS Kraków              | 24,3     | Elżbieta Szyroka Baildon Katowice         | 24,7     | Halina Górecka Górnik Zabrze              | 25,1     |
| Warszawa 1964            | Halina Górecka Górnik Zabrze            | 24,2     | Elżbieta Kolejwa Gwardia Warszawa         | 24,9     | Alicja Kurstak Jagiellonia Białystok      | 25,1     |
| Szczecin 1965            | Elżbieta Kolejwa Gwardia Warszawa       | 24,7     | Maria Szczechowska Polonia Warszawa       | 25,1     | Grażyna Chodorek MKS Warszawa             | 25,5     |
| Poznań 1966              | Irena Kirszenstein Polonia Warszawa     | 23,8     | Maria Szczechowska Polonia Warszawa       | 24,9     | Urszula Styranka AZS Łódź                 | 25,0     |
| Chorzów 1967             | Mirosława Sałacińska Budowlani Kielce   | 24,2     | Wiesława Kowalska Piast Gliwice           | 24,9     | Władysława Kukwa AZS Łódź                 | 25,1     |
| Zielona Góra 1968        | Irena Szewińska Polonia Warszawa        | 23,3     | Urszula Jóźwik Gwardia Olsztyn            | 24,2     | Danuta Panasiuk Start Lublin              | 24,6     |
| Kraków 1969              | Mirosława Sarna Budowlani Kielce        | 24,2     | Danuta Jędrejek Start Lublin              | 24,4     | Anna Mochol SKL Szczecin                  | 24,8     |
| Warszawa 1970            | Urszula Jóźwik Gwardia Olsztyn          | 23,8     | Urszula Soszka OKS Otwock                 | 24,1     | Elżbieta Nowak Start Lublin               | 24,1     |
| Warszawa 1971            | Irena Szewińska Polonia Warszawa        | 23,0     | Urszula Jóźwik Gwardia Olsztyn            | 23,5     | Barbara Bakulin Orkan Poznań              | 23,7     |
| Warszawa 1972            | Irena Szewińska Polonia Warszawa        | 22,7     | Barbara Bakulin Orkan Poznań              | 23,6     | Urszula Jóźwik Gwardia Warszawa           | 23,7     |
| Warszawa 1973            | Irena Szewińska Polonia Warszawa        | 22,8     | Barbara Bakulin Orkan Poznań              | 23,3     | Urszula Styranka Gwardia Olsztyn          | 23,6     |
| Warszawa 1974            | Irena Szewińska Polonia Warszawa        | 22,2     | Aniela Szubert Gwardia Warszawa           | 23,3     | Barbara Bakulin Orkan Poznań              | 23,5     |
| Bydgoszcz 1975           | Irena Szewińska Polonia Warszawa        | 22,8     | Danuta Jędrejek Start Lublin              | 23,5     | Barbara Bakulin Orkan Poznań              | 23,5     |
| Bydgoszcz 1976           | Małgorzata Bogucka Gwardia Warszawa     | 23,62    | Barbara Bakulin Orkan Poznań              | 24,08    | Aniela Szubert Gwardia Warszawa           | 24,10    |
| Bydgoszcz 1977           | Małgorzata Bogucka Gwardia Warszawa     | 23,28    | Bogusława Kaniecka Górnik Zabrze          | 24,09    | Ewa Witkowska AZS Poznań                  | 24,09    |
| Warszawa 1978            | Małgorzata Gajewska Start Lublin        | 24,42    | Barbara Cieśluk Legia Warszawa            | 24,51    | Danuta Jędrejek Start Lublin              | 24,61    |
| Poznań 1979              | Irena Szewińska Polonia Warszawa        | 23,30    | Jolanta Stalmach Gwardia Warszawa         | 23,52    | Grażyna Siewierska AZS Lublin             | 24,31    |
| Łódź 1980                | Zofia Bielczyk Polonia Warszawa         | 23,90    | Ewa Kasprzyk Olimpia Poznań               | 24,21    | Barbara Cieśluk Legia Warszawa            | 24,52    |
| Zabrze 1981              | Agnieszka Jechowska AZS-AWF Warszawa    | 24,30    | Barbara Zgadzaj Hutnik Kraków             | 24,51    | Anna Ślipiko Gwardia Olsztyn              | 24,75    |
| Lublin 1982              | Iwona Pakuła Legia Warszawa             | 23,56    | Anna Ślipiko Gwardia Olsztyn              | 24,03    | Barbara Zgadzaj Hutnik Kraków             | 24,30    |
| Bydgoszcz 1983           | Ewa Kasprzyk Olimpia Poznań             | 23,42    | Urszula Jaros AZS Lublin                  | 23,99    | Iwona Pakuła Legia Warszawa               | 24,01    |
| Lublin 1984              | Ewa Kasprzyk Olimpia Poznań             | 22,50    | Iwona Pakuła Legia Warszawa               | 23,44    | Elżbieta Woźniak Start Łódź               | 23,51    |
| Bydgoszcz 1985           | Ewa Kasprzyk Olimpia Poznań             | 22,78    | Elżbieta Tomczak Olimpia Poznań           | 22,85    | Ewa Pisiewicz Start Lublin                | 23,06    |
| Grudziądz 1986           | Ewa Kasprzyk Olimpia Poznań             | 22,54    | Jolanta Janota Start Lublin               | 23,07    | Ewa Kiedrowska Legia Warszawa             | 24,16    |
| Poznań 1987              | Ewa Kasprzyk Olimpia Poznań             | 22,52    | Jolanta Janota Start Lublin               | 22,93    | Agnieszka Siwek Górnik Zabrze             | 23,21    |
| Grudziądz 1988           | Agnieszka Siwek Górnik Zabrze           | 22,92    | Jolanta Janota Start Lublin               | 23,36    | Joanna Smolarek Start Katowice            | 23,50    |
| Kraków 1989              | Ewa Kasprzyk Olimpia Poznań             | 23,72    | Urszula Jaros Górnik Zabrze               | 23,89    | Małgorzata Skotowska Calisia Kalisz       | 24,13    |
| Piła 1990                | Joanna Smolarek AZS-AWF Katowice        | 23,62    | Jolanta Marzec Zawisza Bydgoszcz          | 24,46    | Sylwia Pachut AZS-AWF Katowice            | 24,51    |
| Kielce 1991              | Joanna Smolarek AZS-AWF Katowice        | 23,54    | Sylwia Pachut AZS-AWF Katowice            | 23,68    | Elżbieta Kilińska Chemik Kędzierzyn       | 23,98    |
| Warszawa 1992            | Sylwia Pachut AZS-AWF Katowice          | 24,09    | Iwona Smulikowska Orzeł Warszawa          | 24,48    | Dorota Brodowska AZS-AWF Warszawa         | 24,53    |
| Kielce 1993              | Izabela Czajko Jagiellonia Białystok    | 23,64    | Elżbieta Kilińska Chemik Kędzierzyn       | 24,11    | Katarzyna Zakrzewska Orzeł Warszawa       | 24,16    |
| Piła 1994                | Izabela Czajko Jagiellonia Białystok    | 24,07    | Monika Borejza Legia Warszawa             | 24,34    | Elżbieta Kilińska Chemik Kędzierzyn       | 24,36    |
| Warszawa 1995            | Kinga Leszczyńska Warszawianka          | 23,64    | Izabela Czajko Jagiellonia Białystok      | 23,80    | Małgorzata Derezińska Zawisza Bydgoszcz   | 24,17    |
| Piła 1996                | Kinga Leszczyńska Warszawianka          | 23,46    | Anna Głowacka UNTS Warszawa               | 24,13    | Katarzyna Zakrzewska Orzeł Warszawa       | 24,32    |
| Bydgoszcz 1997           | Kinga Leszczyńska Warszawianka          | 23,83    | Katarzyna Zakrzewska Orzeł Warszawa       | 24,49    | Justyna Karolkiewicz Pogoń Siedlce        | 24,73    |
| Wrocław 1998             | Kinga Leszczyńska Warszawianka          | 23,53    | Monika Borejza Legia Warszawa             | 23,99    | Zuzanna Radecka AZS-AWF Katowice          | 24,08    |
| Kraków 1999              | Zuzanna Radecka AZS-AWF Katowice        | 23,12    | Monika Borejza Legia Warszawa             | 23,26    | Marzena Pawlak Olimpia Poznań             | 23,52    |
| Kraków 2000              | Zuzanna Radecka AZS-AWF Katowice        | 22,96    | Agnieszka Rysiukiewicz AZS-AWF Wrocław    | 23,68    | Monika Giemzo Pogoń Siedlce               | 23,70    |
| Bydgoszcz 2001           | Joanna Niełacna Olimpia Poznań          | 23,77    | Agnieszka Rysiukiewicz AZS-AWF Wrocław    | 23,92    | Małgorzata Flejszar LKS Ziemi Puckiej     | 24,05    |
| Szczecin 2002            | Grażyna Prokopek Skra Warszawa          | 23,53    | Zuzanna Radecka AZS-AWF Katowice          | 23,60    | Beata Szkudlarz AZS-AWF Biała Podlaska    | 23,65    |
| Bielsko-Biała 2003       | Anna Pacholak Warszawianka              | 22,87    | Daria Onyśko AZS-AWF Poznań               | 23,67    | Dorota Dydo Olimpia Poznań                | 23,89    |
| Bydgoszcz 2004           | Grażyna Prokopek AZS-AWFiS Gdańsk       | 23,22    | Zuzanna Radecka AZS-AWF Katowice          | 23,41    | Iwona Dorobisz AZS-AWF Wrocław            | 23,96    |
| Biała Podlaska 2005      | Anna Pacholak AZS-AWF Warszawa          | 23,02    | Grażyna Prokopek AZS-AWF Warszawa         | 23,49    | Dorota Dydo AZS Poznań                    | 23,90    |
| Bydgoszcz 2006           | Monika Bejnar AZS-AWF Warszawa          | 23,20    | Ewelina Klocek Śląsk Wrocław              | 23,79    | Dorota Dydo AZS Poznań                    | 23,91    |
| Poznań 2007              | Monika Bejnar AZS-AWF Warszawa          | 23,31    | Ewelina Klocek Śląsk Wrocław              | 23,50    | Marta Jeschke SKLA Sopot                  | 23,57    |
| Szczecin 2008            | Ewelina Klocek Śląsk Wrocław            | 23,38    | Marta Jeschke SKLA Sopot                  | 23,50    | Grażyna Prokopek-Janáček AZS-AWF Warszawa | 23,57    |
| Bydgoszcz 2009           | Marika Popowicz Zawisza Bydgoszcz       | 23,59    | Marta Jeschke SKLA Sopot                  | 23,69    | Anna Kiełbasińska AZS-AWF Warszawa        | 23,96    |
| Bielsko-Biała 2010       | Weronika Wedler AZS-AWF Wrocław         | 23,36    | Ewelina Ptak Śląsk Wrocław                | 23,51    | Anna Kiełbasińska AZS-AWF Warszawa        | 23,56    |
| Bydgoszcz 2011           | Marika Popowicz Zawisza Bydgoszcz       | 23,49    | Marta Jeschke SKLA Sopot                  | 23,77    | Monika Wieczorkiewicz AZS Poznań          | 24,08    |
| Bielsko-Biała 2012       | Marika Popowicz Zawisza Bydgoszcz       | 23,18    | Ewelina Ptak Śląsk Wrocław                | 23,26    | Anna Kiełbasińska AZS-AWF Warszawa        | 23,29    |
| Toruń 2013               | Marika Popowicz Zawisza Bydgoszcz       | 23,24 SB | Weronika Wedler AZS-AWF Wrocław           | 23,46    | Ewelina Ptak Śląsk Wrocław                | 23,84    |
| Szczecin 2014            | Ewelina Ptak Śląsk Wrocław              | 23,68 SB | Martyna Dąbrowska Bojary Białystok        | 23,88    | Martyna Opoń AZS Poznań                   | 23,98 SB |
| Kraków 2015              | Anna Kiełbasińska AZS-AWF Warszawa      | 22,94 PB | Marta Jeschke SKLA Sopot                  | 23,27 SB | Weronika Wedler AZS-AWF Wrocław           | 23,50 SB |
| Bydgoszcz 2016           | Anna Kiełbasińska SKLA Sopot            | 23,27 SB | Marika Popowicz-Drapała Zawisza Bydgoszcz | 23,56    | Agata Forkasiewicz AZS-AWF Wrocław        | 23,68    |
| Białystok 2017           | Anna Kiełbasińska SKLA Sopot            | 23,27 SB | Marika Popowicz-Drapała Zawisza Bydgoszcz | 23,42    | Adrianna Janowicz Baszta Szamotuły        | 24,04    |
| Lublin 2018              | Martyna Kotwiła RLTL ZTE Radom          | 22,99 PB | Anna Kiełbasińska SKLA Sopot              | 23,10    | Agata Forkasiewicz AZS-AWF Wrocław        | 23,77    |
| Radom 2019               | Marlena Gola Podlasie Białystok         | 23,50    | Kamila Ciba OŚ AZS Poznań                 | 23,60    | Alicja Wrona AZS UMCS Lublin              | 23,73    |
| Włocławek 2020           | Marlena Gola Podlasie Białystok         | 23,64    | Martyna Kotwiła RLTL ZTE Radom            | 23,84    | Olga Pietrzak AZS-AWFiS Gdańsk            | 24,08    |
| Poznań 2021              | Marlena Gola Podlasie Białystok         | 23,39    | Paulina Guzowska AZS-AWF Katowice         | 23,41 PB | Wiktoria Grzyb MKL Szczecin               | 23,53 PB |
| Suwałki 2022             | Martyna Kotwiła RLTL Optima Radom       | 22,94 w  | Nikola Horowska ALKS AJP Gorzów Wlkp.     | 22,99 w  | Marika Popowicz-Drapała Zawisza Bydgoszcz | 22,99 w  |
| Gorzów Wielkopolski 2023 | Natalia Kaczmarek KS Podlasie Białystok | 22,86    | Kryscina Cimanouska KS AZS AWF Warszawa   | 22,89    | Martyna Kotwiła RLTL Optima Radom         | 23,12    |
| Bydgoszcz 2024           | Martyna Kotwiła RLTL GGG Radom          | 23,10    | Kryscina Cimanouska KS AZS AWF Warszawa   | 23,14    | Weronika Bartnowska KS AZS AWF Warszawa   | 23,60    |

## Klasyfikacja medalowa
W historii mistrzostw Polski seniorów na podium tej imprezy stanęły w sumie 123 sprinterki. Najwięcej medali – 12 – wywalczyła Otylia Kałuża, a najwięcej złotych (10) Barbara Sobotta. W tabeli kolorem wyróżniono zawodniczki, którzy wciąż są czynnymi lekkoatletkami.
| Lp. | Zawodniczka              | Złoto | Srebro | Brąz | Razem |
| 1.  | Barbara Sobotta          | 10    | 0      | 0    | 10    |
| 2.  | Irena Szewińska          | 8     | 0      | 0    | 8     |
| 3.  | Otylia Kałuża            | 6     | 3      | 3    | 12    |
| 4.  | Ewa Kasprzyk             | 6     | 1      | 1    | 8     |
| 5.  | Marika Popowicz-Drapała  | 4     | 2      | 1    | 7     |
| 6.  | Kinga Leszczyńska        | 4     | 0      | 0    | 4     |
| 6.  | Stanisława Walasiewicz   | 4     | 0      | 0    | 4     |
| 8.  | Anna Kiełbasińska        | 3     | 1      | 3    | 7     |
| 9.  | Martyna Kotwiła          | 3     | 1      | 1    | 5     |
| 10. | Marlena Gola             | 3     | 0      | 0    | 3     |
| 11. | Ewelina Ptak             | 2     | 4      | 1    | 7     |
| 12. | Genowefa Minicka         | 2     | 3      | 2    | 7     |
| 13. | Zuzanna Radecka          | 2     | 2      | 1    | 5     |
| 14. | Grażyna Prokopek-Janáček | 2     | 1      | 1    | 4     |
| 15. | Izabela Czajko           | 2     | 1      | 0    | 3     |
| 16. | Mirosława Sarna          | 2     | 0      | 1    | 3     |
| 16. | Agnieszka Siwek          | 2     | 0      | 1    | 3     |
| 16. | Joanna Smolarek          | 2     | 0      | 1    | 3     |
| 19. | Monika Bejnar            | 2     | 0      | 0    | 2     |
| 19. | Małgorzata Bogucka       | 2     | 0      | 0    | 2     |
| 19. | Anna Guzowska            | 2     | 0      | 0    | 2     |
| 19. | Zofia Staruszkiewicz     | 2     | 0      | 0    | 2     |
| 19. | Eulalia Szwajkowska      | 2     | 0      | 0    | 2     |
| 24. | Jadwiga Słomczewska      | 1     | 4      | 1    | 6     |
| 25. | Urszula Styranka         | 1     | 2      | 3    | 6     |
| 26. | Mieczysława Moder        | 1     | 2      | 0    | 3     |
| 27. | Sylwia Pachut            | 1     | 1      | 1    | 3     |
| 27. | Iwona Pakuła             | 1     | 1      | 1    | 3     |
| 27. | Weronika Wedler          | 1     | 1      | 1    | 3     |
| 30. | Elżbieta Kolejwa         | 1     | 1      | 0    | 2     |
| 31. | Halina Górecka           | 1     | 0      | 2    | 3     |
| 32. | Felicja Orsztynowicz     | 1     | 0      | 1    | 2     |
| 33. | Zofia Bielczyk           | 1     | 0      | 0    | 1     |
| 33. | Elżbieta Czaja           | 1     | 0      | 0    | 1     |
| 33. | Wiera Czajkowska         | 1     | 0      | 0    | 1     |
| 33. | Małgorzata Gajewska      | 1     | 0      | 0    | 1     |
| 33. | Wanda Kwaśniewska        | 1     | 0      | 0    | 1     |
| 33. | Aniela Mitan             | 1     | 0      | 0    | 1     |
| 33. | Joanna Niełacna          | 1     | 0      | 0    | 1     |
| 33. | Natalia Kaczmarek        | 1     | 0      | 0    | 1     |
| 41. | Celina Jesionowska       | 0     | 5      | 2    | 7     |
| 42. | Marta Jeschke            | 0     | 4      | 1    | 5     |
| 43. | Barbara Bakulin          | 0     | 3      | 3    | 6     |
| 44. | Monika Borejza           | 0     | 3      | 0    | 3     |
| 44. | Jolanta Janota           | 0     | 3      | 0    | 3     |
| 44. | Danuta Jędrejek          | 0     | 2      | 2    | 4     |
| 47. | Elżbieta Szyroka         | 0     | 2      | 2    | 4     |
| 48. | Kryscina Cimanouska      | 0     | 2      | 0    | 2     |
| 48. | Helena Gottlieb          | 0     | 2      | 0    | 2     |
| 48. | Urszula Jaros            | 0     | 2      | 0    | 2     |
| 48. | Jadwiga Rokosz           | 0     | 2      | 0    | 2     |
| 48. | Agnieszka Rysiukiewicz   | 0     | 2      | 0    | 2     |
| 48. | Maria Szczechowska       | 0     | 2      | 0    | 2     |
| 54. | Elżbieta Kilińska        | 0     | 1      | 2    | 3     |
| 54. | Katarzyna Zakrzewska     | 0     | 1      | 2    | 3     |
| 56. | Elżbieta Bocian          | 0     | 1      | 1    | 2     |
| 56. | Barbara Cieśluk          | 0     | 1      | 1    | 2     |
| 56. | Aniela Szubert           | 0     | 1      | 1    | 2     |
| 56. | Anna Ślipiko             | 0     | 1      | 1    | 2     |
| 56. | Barbara Zgadzaj          | 0     | 1      | 1    | 2     |
| 61. | Anna Breuer              | 0     | 1      | 0    | 1     |
| 61. | Kamila Ciba              | 0     | 1      | 0    | 1     |
| 61. | Irena Daszuta            | 0     | 1      | 0    | 1     |
| 61. | Martyna Dąbrowska        | 0     | 1      | 0    | 1     |
| 61. | Gertruda Gębolis         | 0     | 1      | 0    | 1     |
| 61. | Anna Głowacka            | 0     | 1      | 0    | 1     |
| 61. | Ludwika Gorloff          | 0     | 1      | 0    | 1     |
| 61. | Paulina Guzowska         | 0     | 1      | 0    | 1     |
| 61. | Nikola Horowska          | 0     | 1      | 0    | 1     |
| 61. | Bogusława Kaniecka       | 0     | 1      | 0    | 1     |
| 61. | Stanisława Konklewska    | 0     | 1      | 0    | 1     |
| 61. | Daria Korczyńska         | 0     | 1      | 0    | 1     |
| 61. | Wiesława Kowalska        | 0     | 1      | 0    | 1     |
| 61. | Jolanta Marzec           | 0     | 1      | 0    | 1     |
| 61. | Iwona Smulikowska        | 0     | 1      | 0    | 1     |
| 61. | Urszula Soszka           | 0     | 1      | 0    | 1     |
| 61. | Jolanta Stalmach         | 0     | 1      | 0    | 1     |
| 61. | Marzena Szmid            | 0     | 1      | 0    | 1     |
| 61. | Irena Świderska          | 0     | 1      | 0    | 1     |
| 61. | Elżbieta Tomczak         | 0     | 1      | 0    | 1     |
| 61. | Franka Turecka           | 0     | 1      | 0    | 1     |
| 61. | Lidia Zajdel             | 0     | 1      | 0    | 1     |
| 83. | Jadwiga Gawrońska        | 0     | 0      | 3    | 3     |
| 83. | Dorota Jędrusińska       | 0     | 0      | 3    | 3     |
| 85. | Agata Forkasiewicz       | 0     | 0      | 2    | 2     |
| 85. | Camilla Mondral          | 0     | 0      | 2    | 2     |
| 85. | Helena Woynarowska       | 0     | 0      | 2    | 2     |
| 88. | Weronika Bartnowska      | 0     | 0      | 1    | 1     |
| 88. | Elżbieta Białas          | 0     | 0      | 1    | 1     |
| 88. | Maria Brocek             | 0     | 0      | 1    | 1     |
| 88. | Dorota Brodowska         | 0     | 0      | 1    | 1     |
| 88. | Grażyna Chodorek         | 0     | 0      | 1    | 1     |
| 88. | Małgorzata Derezińska    | 0     | 0      | 1    | 1     |
| 88. | Małgorzata Flejszar      | 0     | 0      | 1    | 1     |
| 88. | Monika Giemzo            | 0     | 0      | 1    | 1     |
| 88. | Wiktoria Grzyb           | 0     | 0      | 1    | 1     |
| 88. | Irena Gwizdała           | 0     | 0      | 1    | 1     |
| 88. | Adrianna Janowicz        | 0     | 0      | 1    | 1     |
| 88. | Jadwiga Janowska         | 0     | 0      | 1    | 1     |
| 88. | Justyna Karolkiewicz     | 0     | 0      | 1    | 1     |
| 88. | Ewa Kiedrowska           | 0     | 0      | 1    | 1     |
| 88. | Hildegarda Kierionim     | 0     | 0      | 1    | 1     |
| 88. | Teresa Kownacka          | 0     | 0      | 1    | 1     |
| 88. | Alicja Kurstak           | 0     | 0      | 1    | 1     |
| 88. | Władysława Kukwa         | 0     | 0      | 1    | 1     |
| 88. | Janina Legutko           | 0     | 0      | 1    | 1     |
| 88. | Rita Milewska            | 0     | 0      | 1    | 1     |
| 88. | Anna Mochol              | 0     | 0      | 1    | 1     |
| 88. | Elżbieta Nowak           | 0     | 0      | 1    | 1     |
| 88. | Martyna Opoń             | 0     | 0      | 1    | 1     |
| 88. | Marzena Pawlak           | 0     | 0      | 1    | 1     |
| 88. | Olga Pietrzak            | 0     | 0      | 1    | 1     |
| 88. | Ewa Pisiewicz            | 0     | 0      | 1    | 1     |
| 88. | Teresa Siedlaczek        | 0     | 0      | 1    | 1     |
| 88. | Grażyna Siewierska       | 0     | 0      | 1    | 1     |
| 88. | Aniela Sikora            | 0     | 0      | 1    | 1     |
| 88. | Małgorzata Skotowska     | 0     | 0      | 1    | 1     |
| 88. | Beata Szkudlarz          | 0     | 0      | 1    | 1     |
| 88. | Annaliza Thomas          | 0     | 0      | 1    | 1     |
| 88. | Monika Wieczorkiewicz    | 0     | 0      | 1    | 1     |
| 88. | Elżbieta Woźniak         | 0     | 0      | 1    | 1     |
| 88. | Alicja Wrona             | 0     | 0      | 1    | 1     |
| 88. | Iwona Ziółkowska         | 0     | 0      | 1    | 1     |

## Zmiany nazwisk
Niektóre zawodniczki w trakcie kariery lekkoatletycznej zmieniały nazwiska. Poniżej podane są najpierw nazwiska panieńskie, a następnie po mężu:
Elżbieta Białas → Elżbieta Rakoczy
Elżbieta Bocian → Elżbieta Wagner
Anna Breuer → Anna Mosler
Genowefa Cieślik → Genowefa Minicka
Elżbieta Czaja → Elżbieta Pach
Elżbieta Ćmok → Elżbieta Szyroka
Iwona Dorobisz → Iwona Ziółkowska
Dorota Dydo → Dorota Jędrusińska
Małgorzata Gajewska → Małgorzata Dunecka
Marlena Gola → Marlena Granaszewska
Agnieszka Jechowska → Agnieszka Siwek
Celina Jesionowska → Celina Gerwin
Irena Kirszenstein → Irena Szewińska
Ewelina Klocek → Ewelina Ptak
Barbara Lerczak → Barbara Janiszewska → Barbara Sobotta
Daria Onyśko → Daria Korczyńska
Anna Pacholak → Anna Guzowska
Małgorzata Piechowicz → Małgorzata Skotowska
Marika Popowicz → Marika Popowicz-Drapała
Grażyna Prokopek → Grażyna Prokopek-Janáček
Halina Richter → Halina Górecka
Mirosława Sałacińska → Mirosława Sarna
Elżbieta Stachurska → Elżbieta Woźniak
Urszula Styranka → Urszula Jóźwik → Urszula Styranka
Eulalia Szwajkowska → Eulalia Caban
Otylia Tabacka → Otylia Kałuża
Alicja Wrona → Alicja Wrona-Kutrzepa